# Кировский троллейбус
Ки́ровский тролле́йбус — троллейбусная сеть города Кирова, открытая 7 ноября 1943 года. С 23 октября 2013 года эксплуатируется АО «Автотранспортное предприятие».
По состоянию на 2024 год в Кирове действует шесть троллейбусных маршрутов.

## История

### Начало истории
Необходимость появления электротранспорта в Кирове была вызвана его бурным развитием в 1930—1940-х годах. Население города тогда составляло 145 тысяч жителей, а количество городских автобусов — всего 23 машины. В 1940 году было решено создавать трамвайную систему (см. Кировский трамвай), однако из-за войны работы так и не были завершены. В то же время население города в результате эвакуации предприятий и персонала увеличилось вдвое. Среди привезённых литейным заводом № 226 материалов обнаружились троллейбусные провода. Эта находка натолкнула местные власти на мысль о возможности строительства в городе сети троллейбуса. В декабре 1942 года стало известно, что можно получить несколько троллейбусов из Ленинграда, оттуда же поступит оборудование для тяговой подстанции. Госплан СССР согласился передать городу троллейбусные провода.
30 марта 1943 года в кировский горсовет пришёл помеченный грифом «Секретно» документ, дающий добро на постройку первого троллейбусного маршрута: Железнодорожный вокзал — ул. Комсомольская — ул. Карла Маркса — ул. Коммуны — Гостиница (около пяти километров). Первые троллейбусы прибыли в Киров по железной дороге 25 апреля 1943 года. Это были видавшие виды машины марки ЯТБ-1, № 4, 5, 10, 12, 13, 14. Некоторые из них пострадали от бомбардировок, которых не избежал перевозивший их эшелон. Эти троллейбусы были отремонтированы на предприятиях города. Вместе с машинами прибыло электрооборудование.
После проведения в течение июля проектных работ началось строительство первой троллейбусной линии. Строительству помогали многие горожане, например простые жители копали ямы под опоры контактной сети. Вместе с ними работали и будущие водители троллейбусов — в основном молодые, 17-18 летние девушки. Осенью первый отряд будущих водителей (18 курсантов) отправился обучаться в Москву.
Строительство контактной сети было завершено к 5 ноября 1943 года, за два дня до официального открытия, которое, по традиции того времени, было приурочено к политическому празднику. На первой линии (5 км): Железнодорожный вокзал — ул. Комсомольская — ул. Карла Маркса — ул. Коммуны — Гостиница работали машины, списанные из Ленинграда. Официальное открытие троллейбусного движения состоялось 7 ноября в 18:15. Первый секретарь обкома Лукьянов торжественно перерезал обязательную в подобных случаях ленточку. За рулём машин сидели водители-ленинградцы, находившиеся в Кирове в эвакуации — Елизавета Григорьевна Евдокимова и Евгений Николаевич Глебов. В первый, торжественный рейс, троллейбусы отправились от гостиницы.
До 1953 года троллейбусы на линию выходили нерегулярно. Ленинградские ЯТБ-1 выработали свой ресурс уже в Ленинграде и требовали замены.
В 1957/58 гг. на смену ЯТБ-1 пришёл МТБ-82.
В 1974/76 гг. начались поставки ЗиУ-9 (682).

### Переход на коммерческую основу
В 1990-е годы кировские троллейбусники столкнулись с проблемой увеличения числа льготных категорий пассажиров (в 1996 году их количество в Кирове достигло 150 тыс. человек, против 16 тыс. в 1988 году) при том, что их перевозки не компенсировались из бюджета. Для борьбы с этой проблемой в Кирове был придуман необычный способ: так называемые «арендные» троллейбусы. Суть этой схемы заключался в следующем: троллейбус сдавался в аренду водителю и кондуктору. Арендаторы платили троллейбусному управлению определённую почасовую плату (первоначально, в 1997 году, 260 тысяч рублей в час), всю же сверх заработанной арендной платы выручки они оставляли себе. С юридической точки зрения арендный троллейбус уже не был муниципальным транспортом, следовательно льготы на нём были недействительны. Арендный троллейбус появился благодаря бывшему директору Кошкину Павлу Васильевичу (ныне зам.главы администрации г. Кирова).
Первый арендный троллейбус начал работать 26 мая 1997 года. Специально для арендных троллейбусов был введён маршрут № 10, который проходил по маршруту: ул. Чапаева — Ц.рынок — ул. Ленина — ул. Энгельса — ул. Московская — ул. Производственная — ул. Воровского — ул. Упита. Вскоре, 9 декабря 1997 года, открылся ещё один арендный маршрут — № 9. С весны 1998 года арендные троллейбусы стали использоваться и на других маршрутах.
Использование арендных троллейбусов, не признающих льготы, вызвало недовольство мэрии. Летом 1998 года областной суд признал арендную эксплуатацию незаконной (она нарушала закон «О ветеранах»), и с 6 августа она была прекращена. Добившись таким образом выполнения транспортниками своих обязательств, мэрия, тем не менее, не торопилась выполнять свои: перевозка льготников всё равно не оплачивалась. Через полтора года Верховный суд России признал претензии электротранспортников к мэрии правомочными (первыми в России), и арендная эксплуатация троллейбусов была разрешена. Однако в конце 2002 года тот же Верховный суд признал арендную эксплуатацию незаконной. В результате с 27 января 2003 года арендные троллейбусы стали называться коммерческими, а в марте того же года нумерация таких троллейбусов стала начинаться с 300, в то время как надпись «коммерческий» была убрана с троллейбусов.

### 4-й маршрут
С 28 декабря 2004 года 4-й троллейбусный маршрут был заменён 40-м автобусным. Автобусы, работавшие на данном маршруте, в начале принадлежали ИП Сыкчину А., который работал на МУП КТУ. Затем они были переданы одному из автобусных парков (предположительно — бывшему ПАТП-2). После объединения КТУ, ПАТП-2 и того, что осталось от ПАТП-3 в ОАО Кировское транспортное предприятие, поднимался вопрос о возобновлении 4-го троллейбусного маршрута. По заявлению руководителя ОАО КТП Шулаева С., сил и транспортных средств у троллейбусников хватит. В апреле 2013 после ареста автобусов у перевозчика «Алекс-Авто» и последующей их нехватки на маршрутах, вновь подняли вопрос о восстановлении 4 маршрута, но тогда транспортного коллапса удалось избежать посредством закрытия некоторых автобусных маршрутов и привлечения частных перевозчиков. После объединения в октябре 2013 года городских перевозчиков «КТП» и «АТП», руководитель объединённого «Автобусно-троллейбусного предприятия» Евгений Катаев начал реорганизацию маршрутов в пределах нового «АТП». Было принято решение о замене 40 автобусного маршрута 4 троллейбусным с 16 декабря 2013. 1 декабря была восстановлена необходимая для эксплуатации маршрута стрелка на улице Комсомольской в районе дома № 8, которая была законсервирована. Тем самым была возобновлена работа маршрута, закрытого без малого 9 лет.

## Оплата проезда
Оплата проезда производится кондуктору наличными, транспортной картой или банковской картой, поддерживающей бесконтактную оплату.
С 1 июня 2024 года полная стоимость проезда в городском транспорте составила 40 рублей.

### Оплата проезда транспортной картой
С 1 сентября 2012 года решением администрации города Кирова в троллейбусах и автобусах введена электронная система оплаты проезда с использованием транспортных карт:
- Общегражданская неперсональная карта: карта красного цвета. Стоимость карты — 100 рублей. Подразделяется на тарифы «Гражданский» (60 и 90 поездок в месяц за 1290 и 1890 руб./мес. соответственно, баланс аннулируется с новым календарным месяцем), «Электронный кошелёк» (стоимость проезда равна основному тарифу наличной оплаты, действует 1 год с момента последнего пополнения любой суммой до 12 000 руб.) и «Для юридических лиц» (неограниченное количество поездок, 2420 руб./мес.). Картой можно оплатить проезд одновременно нескольких человек. Восстанавливается при утере.
- Общегражданская персональная карта: именная карта синего (для пенсионеров и учащихся средних классов), зелёного (для учащихся начальных классов) или жёлтого (для студентов) цвета. Держателями являются граждане, не подтвердившие право на льготный проезд с 1 марта 2015 года. Оплата проезда одновременно возможна только для одного человека. По умолчанию тариф «Электронный кошелёк», по запросу возможен переход на «Гражданский». Восстанавливается при утере.
- Социальная персональная карта: именная карта зелёного (бесплатный проезд для инвалидов, ветеранов ВОВ, ликвидаторов аварии на Чернобыльской АЭС, полицейских, правительства Кировской области, глухих, а также для учащихся начальных классов), синего (-5 руб. от основного тарифа, для пенсионеров и учащихся средних классов) или жёлтого (-3 руб. от основного тарифа, для студентов) цвета. Первичное оформление бесплатно. Держателями являются граждане, подтвердившие право на льготный проезд после 1 марта 2015 года. Оплата проезда одновременно возможна только для одного человека. Пополнение возможно на сумму, кратную 10 рублей. Карты для учащихся действуют с 1 сентября по 30 июня, для последующей активации необходимо произвести очередное пополнение, карты для пенсионеров действуют 1 год с момента последнего пополнения, срок действия зелёной карты (не учащихся) не ограничен. Восстанавливается при утере.
- Карта кондуктора: карта белого цвета. Используется кондуктором для проведения оплаты проезда пассажиром наличными средствами. Восстанавливается при утере.

## Троллейбусные парки
В Кирове имеется два троллейбусных парка:
- Депо № 1 (Октябрьский проспект, 75) открыто в 1943 году и обслуживает все троллейбусные маршруты Кирова: № 1, 3, 4, 5, 7, 8 (также ранее — маршруты № 6, 12 и 14). Вместительность депо — 100 троллейбусов.
- Депо № 2 (улица Щорса, 62) открыто в 1975 году и до закрытия 5 ноября 2014 года обслуживало маршруты № 1, 4, 5, 6, 8 — по выходным дням; а также № 11,14 (также ранее — маршруты № 13 и 15). Вместительность депо — 150 троллейбусов.

Током троллейбусную сеть снабжают двенадцать тяговых подстанций.
Подстанция на ул. Луганской отключена 1 мая 2016 года в связи с закрытием 11 маршрута.

## Описание сети
По состоянию на 2025 год в Кирове действует шесть троллейбусных маршрутов, один из которых готовится к закрытию:
| № | Введен (как текущий вид маршрута)              | Маршрут следования | Протяженность | Время в пути |
| - | ---------------------------------------------- | --- | ------------- | ------------ |
| 1 | 03.01.1963                                     | ОТОП «Завод „Сельмаш“» — ул. Щорса — ул. Красина — ул. Чапаева — Комсомольская ул. — ул. Владимирская — Октябрьский просп. — ОТОП «Площадь ХХ партсъезда». Обратно тем же маршрутом. | 12,8 км       | 49 минут     |
| 3 | 02.1964                                        | ОТОП «Улица Чапаева» — ул. Чапаева — Комсомольская ул. — Октябрьский просп. — ОТОП «Площадь ХХ партсъезда». Обратно тем же маршрутом. | 8,8 км        | 35 минут     |
| 4 | 01.02.1992 (перерыв 28.12.2004— 16.12.2013)    | ОТОП «Улица Чапаева» — ул. Чапаева — Комсомольская ул. — ул. Владимирская — Милицейская ул. — ул. Ленина — Профсоюзная ул. — ул. Владимирская — Октябрьский просп. — ОТОП «Площадь ХХ партсъезда». Обратно тем же маршрутом. | 10,9 км       | 46 минут     |
| 5 | 09.07.1973 (планируется к закрытию 01.01.2026) | ОТОП «Завод „Сельмаш“» — ул. Щорса — ул. Ивана Попова — ул. Воровского — ул. Ленина — Профсоюзная ул. — ул. Владимирская — Октябрьский просп. — ОТОП «Площадь Лепсе». Обратно тем же маршрутом. | 11,8 км       | 47 минут     |
| 7 | 23.02.2002                                     | ОТОП «Проспект Строителей» — просп. Строителей — ул. Воровского — ул. Ивана Попова — ул. Щорса — ул. Красина — ул. Чапаева — Комсомольская ул. — ул. Владимирская — Красноармейская ул. — ул. Ленина — Милицейская ул. — ул. Владимирская — Комсомольская ул. — ул. Чапаева — ул. Красина — ул. Щорса — ул. Ивана Попова — ул. Воровского — Производственная ул. — Московская ул. — ОТОП «Московская улица». Кольцевой. Ход маршрута в одном направлении. | 17,6 км       | 1 ч 25 минут |
| 8 | 03.11.1983                                     | ОТОП «Московская улица» — Московская ул. — ул. Всесвятская — Преображенская ул. — ул. Ленина — ул. Воровского — просп. Строителей — ОТОП «Проспект Строителей». Обратно тем же маршрутом. | 12,7 км       | 49 минут     |

## Подвижной состав

### Исторический
Троллейбусное движение в Кирове открывали шесть троллейбусов ЯТБ-1, носившие бортовые номера № 1—6. Они использовались до 1951 года. На смену им пришли МТБ-82. Первые троллейбусы этого типа поступили в Киров в 1948 году, их эксплуатация продолжалась до 1974 года. Эксплуатировавшиеся в Кирове МТБ-82 носили бортовые номера 1—82.
С 1962 по 1984 год в городе эксплуатировались троллейбусы ЗиУ-5 и его модификации (ЗиУ-5Г, ЗиУ-5Д) (бортовые номера 83—252). В 1969 году на кировские маршруты вышел троллейбус ЗиУ-7, носивший бортовой номер 153. Он проработал до 1974 года и был единственным троллейбусом этого типа, использовавшимся в Кирове.
В 1973 году в Кирове началась эксплуатация троллейбусов ЗиУ-9. Троллейбусы этого типа (но более поздних модификаций) используются в Кирове и сейчас. Первая партия кировских ЗиУ-9 относилась к модификации ЗиУ-682Б (бортовые номера 253—265). Эти троллейбусы работали до 1987 года. Модификация ЗиУ-682В-013 (В0В) (бортовые номера 507, 509) выведена из эксплуатации в январе 2014 года. Троллейбусы модификации ЗиУ-682В и ВОО были выведены из эксплуатации в 2020 году (№537, 528).
В 1996—2008 годы в Кирове использовались два троллейбуса (№ 574 и № 575) типа NTR-120MT (NORDTROLL). Они были проданы в Ижевск: № 574 на запчасти, № 575 эксплуатируется под № 2203.

### Современный
По состоянию на 2024 год основу подвижного состава кировского троллейбуса составляют троллейбусы БТЗ-5276 различных модификаций:
|  | Модель                                   | Бортовые номера                                                      | Количество | Период эксплуатации | Комментарий                                                                         |
|  | ---------------------------------------- | -------------------------------------------------------------------- | ---------- | ------------------- | ----------------------------------------------------------------------------------- |
|  | ЗиУ-682Г (Г00)                           | 545                                                                  | 1          | С 1991              |                                                                                     |
|  | ЗиУ-682Г-012 (Г00, Г0А)                  | 582                                                                  | 1          | С 2002              | №586 переоборудован в учебный (с кабиной инструктора), не эксплуатируется           |
|  | ЗиУ-682 КР Иваново (новый корпус, ТРАВТ) | 408, 472, 489, 498, 504, 557, 576, 578, 605                          | 10         | С 2011              | У №489 после ДТП установлен перед старого образца от списанного ЗиУ-682В [В00] №537 |
|  | БТЗ-52764Р                               | 401, 440, 450, 452, 459, 463, 486, 494, 502, 512, 553, 555, 570, 577 | 14         | С 2010              | №459 оборудован гидравлическим подъемником для инвалидов                            |
|  | БТЗ-52767Р                               | 402, 403, 421, 448, 454, 456, 465, 470, 501                          | 9          | С 2011              |                                                                                     |
|  | БТЗ-52768А                               | 608—612                                                              | 5 (4)      | С 2012              | №612 не эксплуатируется                                                             |
|  | БТЗ-52768Р                               | 614—622                                                              | 9          | С 2012              |                                                                                     |
|  | БКМ 321                                  | 623, 625—632                                                         | 9          | С 2013              |                                                                                     |
|  | ВМЗ-5298.01 "Авангард"                   | 633—657                                                              | 25         | С 2019              |                                                                                     |

С 1 января 2015 года на маршрутах работало 98 троллейбусов. С 11 января 2016 план выпуска составил 95 троллейбусов, а после закрытия 11-го маршрута 1 мая 2016 — 89 троллейбусов. По состоянию на август 2016 план выпуска — 91 троллейбус. Всего в Кирове по состоянию на март 2017 года 110 действующих машин. По состоянию на ноябрь 2019 - 100 действующих машин, на март 2021 - 104 машин, выпуск - 87, июнь 2022 - 90 машин, выпуск - 79

## Перспектива развития

### До Инфекционной больницы
Более 7 лет разрабатывается план продления троллейбусной линии до Инфекционной больницы. Были сообщения, что уже разработана проектная стоимость и техдокументация продления линии от перекрёстка Ленина — Милицейская до больницы. Необходимо будет заменить все опоры контактной сети и усилить дорожное полотно. Вопрос — финансирование. В ноябре 2013 руководитель нового «АТП» Евгений Катаев рассказал, что прорабатывались планы по строительству контактной сети до Инфекционной больницы. Этот проект оценили в 110 миллионов рублей и пришли к выводу, что лучше купить на эти средства экологичные автобусы на газовом топливе.

### До Северной больницы
В ноябре 2013 руководитель нового «АТП» Евгений Катаев сообщил, что прорабатывался план строительства контактной сети до Северной больницы. Его оценили в 35 миллионов рублей и пришли к выводу, что лучше купить на эти средства экологичные автобусы на газовом топливе.

### Ул. Андрея Упита
С продлением проспекта Строителей до ул. Кольцова в 2005 году поднимался вопрос о продлении контактной сети по ул. Андрея Упита до ул. Кольцова.

### Проекты 70—80-х годов
В период «развитого социализма» было множество проектов развития электротранспорта. На современном фоне они выглядят фантастически:
- по ул. Ленина до Нововятского района (тогда — г. Нововятск)
- до Коминтерна
- до Ипподрома (осуществлён в 2003 г.)
- ул. Лепсе
- ул. Ульяновская
- ул. Дзержинского
- от Сельмаша до Шкляевской (ЗПЦ)
- ул. Горького

и некоторые другие проекты. Только один — до Ипподрома — с большим усилием удалось воплотить.

### Генеральный план г. Кирова 2007—2020 гг.
На схеме проектного предложения развития транспортной инфраструктуры в городе Кирове отмечены следующие участки строительства контактной сети троллейбусов:
- ул. Луганская от ул. Ломоносова до ул. Ульяновской,
- ул. Ульяновская от ул. Луганской до ул. Щорса,
- ул. Солнечная от ул. Маршала И. С. Конева до ул. Производственной,
- ул. Щорса от конечной ООТ «Завод „Сельмаш“» до границы города Кирова (поворот на деревню Катковы) с организацией конечной.[источник не указан 3073 дня]

## Фотогалерея билетов
В 2004—2008 годах для борьбы с фальшивыми билетами были введены цветные билеты. Имели двухстороннюю печать. Были в виде ленточек по 10 штук с перфорацией между билетами.